# Liste der Kulturdenkmäler in Seinsfeld
In der Liste der Kulturdenkmäler in Seinsfeld sind alle Kulturdenkmäler der rheinland-pfälzischen Ortsgemeinde Seinsfeld aufgeführt. Grundlage ist die Denkmalliste des Landes Rheinland-Pfalz (Stand: 27. Juni 2022).

## Denkmalzonen
| Bezeichnung                | Lage                    | Baujahr | Beschreibung | Bild                           |
| -------------------------- | ----------------------- | ------- | --- | ------------------------------ |
| Denkmalzone Burg Seinsfeld | nördlich des Ortes Lage | um 1325 | ehemalige Wasserburg, Zentrum der Unterherrschaft Seinfeld, annähernd kreisrunde Anlage; innerer und äußerer Wallgraben, Ringmauer mittelalterlich; Dreiflügelanlage, 17. und 18. Jahrhundert (bezeichnet 1680), Westflügel 1939 und 1949 auf alten Fundamenten erneuert; mittelalterlicher viergeschossiger Wehrturm; am fünfseitigen Treppenturm zwei Renaissance-Grabsteine | weitere Bilder Fotos hochladen |

## Einzeldenkmäler
| Bezeichnung                           | Lage                                | Baujahr | Beschreibung | Bild                           |
| ------------------------------------- | ----------------------------------- | ------- | --- | ------------------------------ |
| Wegekreuz                             | Am Röder Lage                       | 1762    | ehemaliger Unterbau einer Kreuzigungsgruppe; Altarblock, reliefierter Sockel bezeichnet 1762, Abschlusskreuz 1922 | Fotos hochladen                |
| Bürgerhaus                            | Gartenweg 1 Lage                    | 1928/29 | ehemalige Schule; eingeschossiger Bau mit steilem Satteldach, Reformarchitektur, 1928/29, Architekt Johannes Viencken, bauzeitliches Nebengebäude                                                                                                  | Fotos hochladen                |
| Katholische Pfarrkirche St. Dionysius | Zum Kailbachtal 3 Lage              | 1739–41 | dreiachsiger Saalbau, 1739–41, mittelalterlicher Westturm, Portal bezeichnet 1766, gleichzeitiges Missionskreuz; mit Ausstattung; Friedhofskreuz, Abschlusskreuz bezeichnet 1813; barocker Bildstock, sogenanntes Schiewischkreuz, bezeichnet 1724 | weitere Bilder Fotos hochladen |
| Pfarrhaus                             | Zum Kailbachtal 10 Lage             | 1910    | Pfarrhaus; ein- bis zweigeschossiger Putzbau, Einflüsse von Späthistorismus und Reformarchitektur, 1910 | Fotos hochladen                |
| Burgkreuzchen                         | nordwestlich des Ortes Lage         | 1645    | Bildstock in Form eines Schaftkreuzes, reich verziert, bezeichnet 1645 | Fotos hochladen                |
| Hubertuskreuz                         | nordöstlich des Ortes im Wald Lage  | 1773    | Wegekreuz; barockes Schaftkreuz, 1773 | BW                             |
| Wegekreuz                             | südlich des Ortes an der B 257 Lage | 1682    | Schaftkreuz, bezeichnet 1682, Abschlusskreuz 1923 | BW                             |